# Тимочко Іван Олексійович
Іва́н Олексі́йович Тимочко (02.11.1980, с. Лавочне, Сколівський р-н, Львівська область.) — учасник бойових дій, чинний військовослужбовець, голова ради резервістів Сухопутних військ Збройних Сил України, ветеран АТО.

## Життєпис
В 2003 році закінчив Дрогобицький державний педагогічний університет імені Івана Франка за фахом «Педагогіка та методика середньої освіти. Історія».
З 2000 по 2007 працював педагогом-організатором та вчителем охорони безпеки життєдіяльності школи № 2 у селі Лавочне.
В 2012—2013 після переїзду до міста Львова працював у Львівському міському центрі соцслужб для сім'ї дітей та молоді, а також в центрах соціального обслуговування пенсіонерів та одиноких непрацездатних громадян.
В 2014 році брав активну участь у Революції гідності на боці протестуючих, а згодом захищав країну під час АТО та ООС на Донбасі. В армії пробув три роки, демобілізувався через проблеми із здоров'ям. Після цього повернувся до цивільної роботи, постійно підтримував зв'язки з однополчанами. Став активним учасником ветеранських організацій, зокрема був одним із ініціаторів Координаційної ради учасників бойових дій при Львівській ОДА.
Окрім того залучався до зборів резервістів. Під час таких зборів у лютому 2020 року відкритим голосуванням був обраний головою Ради резервістів Сухопутних військ ЗСУ.
З 2014 по 2015-й рік працював у Департаменті соціального захисту при Львівській ОДА. Був заступником начальника управління.
В 2017 році закінчив Львівський регіональний інститут державного управління Національної академії державного управління при Президентові України, спеціальність «Державна служба».
В 2019—2021 працював заступником начальника управління соціального обслуговування — начальником відділу надання соціальних послуг департаменту соціального захисту населення Львівської ОДА..
З 2020 року — курсант Національної академії сухопутних військ імені гетьмана Петра Сагайдачного (програма військової підготовки офіцерів запасу). А з 2022 року — аспірант Національного університету «Львівська Політехніка», Інститут адміністрування, державного управління та професійного розвитку. Спеціальність: «Публічне управління та адміністрування».
З 2021 і по теперішній час — Начальник управління соціальних гарантій департаменту соціального захисту населення Львівської ОДА.
Помічник депутатів від фракцій політичної партії ВО «Свобода» Львівської міської ради Шаварова Юрія Івановича (7-е скликання) та Львівської обласної ради Калинича Івана Юрійовича (6-те скликання).
З першого дня широкомасштабного вторгнення Росії пішов до армії і виїхав на фронт у район Попасної Луганської області. Також брав участь у здійсненні заходів із відсічі і стримування збройної агресії Росії в Україні на Миколаївщині, Запоріжжі, Херсонщині, Донеччині, обороні Києва.

## Громадська діяльність
З 2017 року — Керуючий справами, громадська організація «Об'єднання людей з обмеженими фізичними можливостями учасників Антитерористичної операції та інших збройних конфліктів».
З 2019 року —  Голова громадської організації «Координаційна рада учасників бойових дій Львівщини».
З 2020 року і по теперішній час — Голова ради резервістів Сухопутних військ Збройних Сил України
З 2021 року — член громадської організації «Асоціація учасників бойових дій та ветеранів 24 Окремої механізованої бригади»
З 2024 року — почесний член Національна асоціація публічного управління та адміністрування України

## Служба в Збройних силах України
З 2016 року — курсант, номер обслуги гаубично самохідно — артилерійського дивізіону бригадної артилерійської групи.
З 2016 по 2019 роки — Командир гармати гаубично самохідно — артилерійського дивізіону бригадної артилерійської групи.
Після початку повномасштабного вторгнення в лютому 2024 року також заступив на посаду Командира гармати гаубично самохідно — артилерійського дивізіону бригадної артилерійської групи.
З 2023 року і по теперішній час — командир відділення гаубично самохідно — артилерійського дивізіону бригадної артилерійської групи. Звання: сержант.

## Нагороди
1. 15.03.2017 Відзнака командира 24 окремої механізованої бригади «Залізний воїн».
2. 31.03.2017 Медаль «Учасник АТО».
3. 31.03.2017 Нагрудний знак «Ветеран війни — учасник бойових дій».
4. 14.10.2017 МЕДАЛЬ «За відвагу».
5. 24.10.2017 МЕДАЛЬ «За оборону рідної держави».
6. 07.12.2017 МЕДАЛЬ «За особливу службу».
7. 28.05.2018 МЕДАЛЬ «За оборону м. Торецьк».
8. 29.08.2018 ВІДЗНАКА Президента України «За участь в Антитерористичній операції».
9. 22.04.2020 НАГРУДНИЙ ЗНАК командувача Сухопутних Військ Збройних Сил України «Сухопутні війська України».
10. 05.05.2021 НАГРУДНИЙ ЗНАК головнокомандувача Збройних Сил України «За заслуги перед Збройними Силами України».[4]
11. 24.08.2021 ВІДЗНАКА- МЕДАЛЬ Президента України «Учасник Військового параду 2021».
12. 06.09.2023 МЕДАЛЬ митрополита Київського і всієї України, предстоятеля Православної церкви України «За жертовність і любов до України».
13. 18.11.2023 ПОЧЕСНА ВІДЗНАКА Командувача військ оперативного командування «Захід».
14. 07.11.2023 ПОЧЕСНИЙ НАГРУДНИЙ ЗНАК Головнокомандувача Збройних Сил України «Золотий Хрест».[5]

## Соціальні мережі
- Facebook
- Instagram
- Telegram